# Любавский, Константин Васильевич
Константин Васильевич Люба́вский (1907—1984) — советский металлург, технолог сварочных процессов.

## Биография
Родился 4 сентября 1907 года в Архангельске в семье священника. С 1924 года жил во Владивостоке. Окончил ДВПИ (1931, первый выпуск по специальности «инженер электросварки»). Был направлен в сварочный комбинат АО «Оргаметалл» (Москва), позднее преобразованный в ЦНИИТМАШ.
В 1939 году защитил кандидатскую диссертацию. В 1940—1954 годах и с 1961 года зав. лабораторией, в 1954—1956 годах начальник отдела ЦНИИ технологии машиностроения, одновременно в 1947—1956 профессор Московского авиационного технологического института. В 1956—1961 зав. кафедрой Московского вечернего машиностроительного института.
Доктор технических наук (1947). Один из создателей флюса ОСЦ-45 (1941), который отличался лучшими металлургическими и технологическими параметрами. Автор научных работ по металлургии и технологии сварки.

## Награды и премии
- Сталинская премия третьей степени (1949) — за создание коррозийно-устойчивой нефтеаппаратуры
- Сталинская премия третьей степени (1952) — за разработку и широкое внедрение серии флюсов для автоматической сварки
- Ленинская премия (1963) — за разработку и внедрение в промышленность нового процесса автоматической и полуавтоматической сварки в углекислом газе плавящим электродом